# Papaver tatricum
Papaver tatricum är en vallmoväxtart. Papaver tatricum ingår i släktet vallmor, och familjen vallmoväxter.

## Underarter
Arten delas in i följande underarter:
- P. t. fatraemagnae
- P. t. tatricum

## Bildgalleri

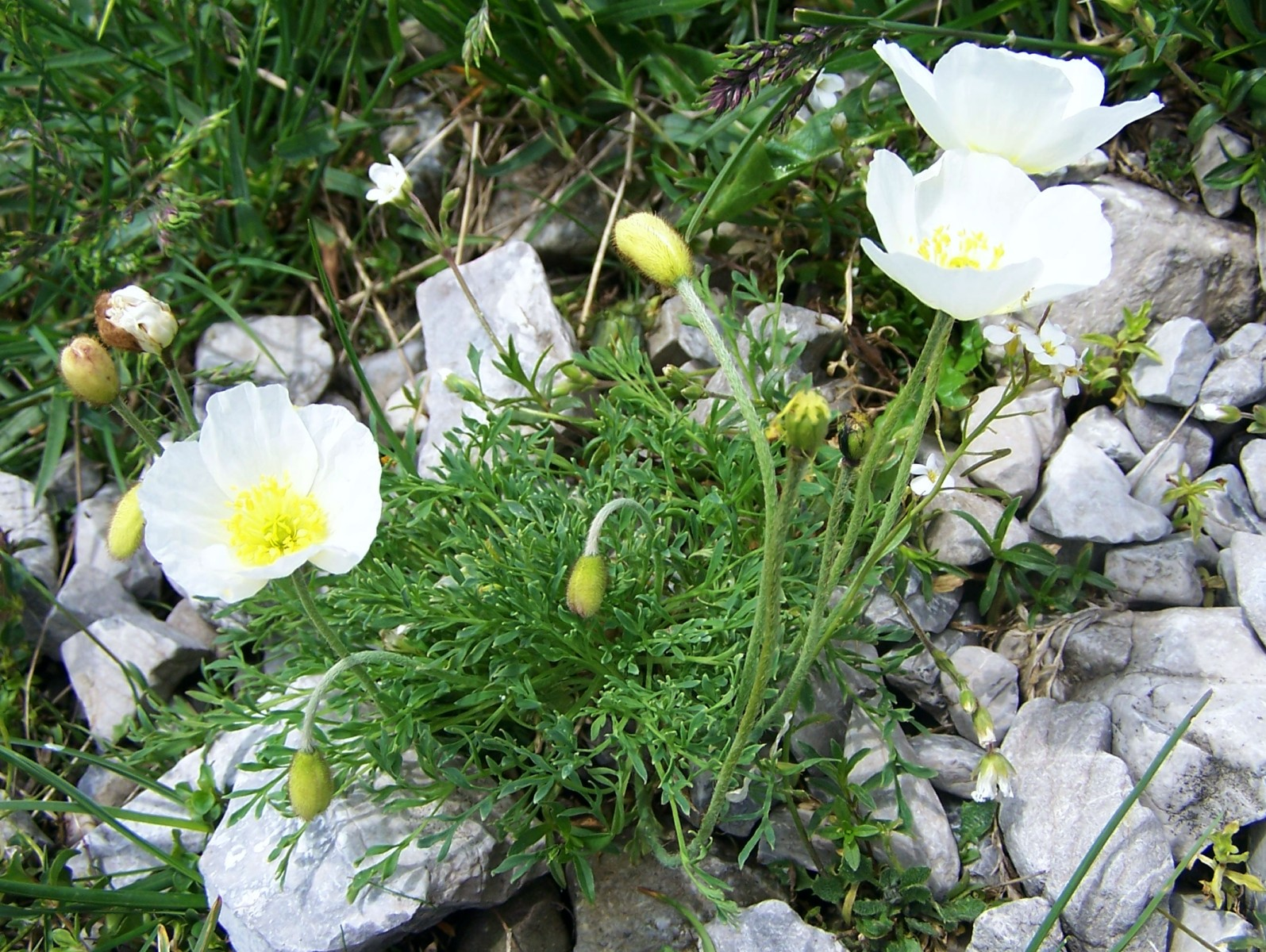